# Мамахихотала
Студія «Мамахихотала» — українська гумористична студія, що створює телешоу, серіали, вірусні ролики. З 2012 до 2017 року студія випускала контент російською мовою, але з 2017 року студія повністю перейшла на українську мову.
31 грудня 2023 року на YouTube-каналі студії вийшов перший концерт після дворічної паузи під оновленим брендом «Мамахихотала».

## Про студію
Студію створено 2012 року з команди КВК «Збірна КПІ». Головним проєктом студії є вечірнє гумористичне шоу «Мамахихотала», що виходило на телеканалі НЛО TV та поєднувало в собі гумористичні номери, стенд-ап, музичні вставки та запрошених гостей. У 2015 році це шоу номіновано на національну премію «Телетріумф».
Студія також зняла два сезони гумористичного молодіжного серіалу «Як гартувався стайл» про українського репера Ярмака та його друга-продюсера Гуся. Восени 2015 року студія створила гумористичне скетч-шоу «Маслюки». В шоу є 10 образів, яких об'єднує прізвище Маслюк. Всі образи (як жіночі, так і чоловічі) грає актор студії Олег Маслюк.
На початку 2018 року студія «Мамахихотала» спільно з телеканалом НЛО TV запустили новий гумористичний проєкт. «Куратори» — це молодіжний серіал про іноземних студентів медуніверситету, які приїхали в Україну на навчання. У головних ролях грають актори студії — Євген Янович та Олег Маслюк.
У новорічну ніч з 31 грудня на 1 січня 2019 року на телеканалі НЛО TV відбулася прем'єра двох пілотних серій анімаційного ситкому для дорослих «Небезпечна зона», який був розроблений студією «Мамахихотала». У 2019 році на каналі  НЛО TV вишли 8 серій ситкому 1 сезону.

## Склад (чинні учасники)
- Григорій Шевченко — продюсер студії
- Іван Мелашенко — креативний продюсер, автор та актор студії
- Євгеній Янович — автор та актор студії
- Дмитро Андрієнко — автор та актор студії
- Ірина Хоменко — акторка та голос студії «Мамахихотала»
- Ганна Гресь — акторка студії
- Олег Маслюк — актор студії
- Юрій Громовий — актор студії
- Ігор Рева — автор та актор студії (з 2017 року)
- Олексій Рева — автор та актор студії (з 2017 року)
- Аліса Тункевич — акторка студії (з 2017 року)
- Володимир Кравчук — актор студії (з 2017 року)

## Колишні учасники
- Мартін Філдман (Віктор Стороженко) — актор студії (з 2017 до 2018 року)
- Роман Грищук — керівник студії, а також ведучий «Мамахихотала шоу» (з 2014 до 2020 року)
- Юлія Заремба — акторка студії (2017 рік)
- Стендап коміки Бекір Мамедієв, Євген Бугров, Олександр Сас та інші — автори студії, епізодично з'являлися на сцені «Мамахихотала шоу» (з 2014 до 2016 року)

## Виробництво фільмів
- Збори ОСББ
- Бурштинові копи
- Інфоголік

## Виробництво на «НЛО ТV»
- Куратори
- Як гартувався стайл
- Інфоголік
- Небезпечна зона
- Маслюки
- Нова поліція
- Бурштинові копи

## YouTube-проєкти
- Небезпечна передача
- «ЗНО» з «Мамахохотала»
- 4ПОКЕР
- БЕZOOМНІ
- Маслюк читає
- Касирка Люба

## Проєкти
- «Шоу Мамахихотала» (з 2013) — гумористичне вечірнє шоу, що виходило на телеканалі «НЛО TV». Повні випуски й окремі номери шоу вивантажуються на офіційну сторінку «Мамахихотала» на Youtube.
- «Як гартувався стайл» (2013—2015) — серіаліті, що розповідає про репера-початківця Ярмака і його друга Гуся, який вирішив спробувати себе в ролі менеджера майбутньої зірки та взявся просувати товариша в світ шоубізнесу. Як і слід було очікувати, хлопці постійно потрапляють у різні веселі, а іноді навіть небезпечні ситуації, разом проходять безліч випробувань і ні перед чим не зупиняються на своєму шляху до великої сцени.
- «Stand-up.ua» (2014) — Студія «Мамахихотала» стала першою в Україні, хто протягом 3-х років організував величезну кількість сольних та спільних стендапів. У Stand-up.ua ніколи не здогадаєшся, що буде далі. Тут немає ніяких правил і стандартів. Ніякої сором'язливості. Тільки гострий гумор і повна відкритість. У кожного з нас є проблеми. На сцені Stand-up.ua вміють над ними посміятися і зняти напругу.
- «Нова поліція» (2015) — серіал від студії «Мамахихотала», який розповідає і показує десятки смішних, безглуздих і навіть провокаційних ситуацій, з якими стикається на вулицях столиці нове покоління правоохоронців. «Нова поліція» пропонує до уваги глядача чимало яскравих персонажів, у кожного з яких своє бачення світу та свої методи боротьби з беззаконням, але всі вони день у день виходять на вулиці міста, щоб відновити справедливість, захищати громадян і оберігати наш спокій[6][7].
- «Маслюки» (2015) — Скетч-шоу про сім'ю Маслюків. Всі Маслюки є далекими нащадками одного шляхетного сімейства з колись квітучого села Малі Маслюки. Доля розкидала їх по всій країні. І ось, десять абсолютно різних персонажів, які є далекими родичами, живуть своїм життям і проходять через безліч смішних ситуацій. Незважаючи ні на що, Маслюки не втрачають бадьорості духу, а їх колоритна українська натура допомагає з гумором справлятися з усіма життєвими проблемами.[8][9]
- «Інфоголік» (2017) — повнометражна комедія, знята спільно з телеканалом НЛО TV та компанією Idea Production. Головний герой — інтернет-залежний молодий чоловік, який ні хвилини не може прожити без свого телефону, постійно оновлюючи стрічку новин, через що перестає помічати навколишній світ. Але доля вирішує втрутитися — відтепер все, що він прочитає або випадково почує, буде безпосередньо пов'язано з його життєвими ситуаціями[10][11].
- «Куратори» (2018) — молодіжний серіал про іноземних студентів медуніверситету, які приїхали в Україну на навчання. Сповна насолодитися студентським життям «новобранцям» допомагають Тім та Богдан — студенти старших курсів, яким доручено взяти іноземних гостей під опіку. Друзі з величезним ентузіазмом беруться за роботу: розповідають що і як влаштовано, знайомлять з українським менталітетом, звичками, звичаями та, звичайно ж, разом з тим закохуються, сваряться, миряться і постійно потрапляють у різні кумедні ситуації[12][4][13]
- «Касирка Люба» (2018) — серіал про одну чарівну дівчину, яка працює у звичайному супермаркеті знайомої всім нам мережі АТБ. Любочка є не лише джерелом цікавих історій, але і безпосереднім їх учасником. Вона завжди рада допомогти покупцеві та невідступно стоїть на сторожі справедливості. А її дотепність і надздібності дізнаватися все про людей, просто проглянувши їх покупки, точно не залишать нікого байдужим[14][15]
- «Небезпечна зона» (2019—2020) — перший анімаційний серіал від студії «Мамахохотала» спільно з телеканалом НЛО TV. В центрі України сталась екологічна катастрофа. Тепер це місце — небезпечна зона. Усі люди покинули місцевість, а звірі, які там лишились, еволюціонували та утворили нове суспільство. Лише одна сім'я — сім'я Карпенків увесь час сиділа у сховищі. І наразі вони намагаються знайти спільну мову з людозвірами та вдавати з себе звичайну родину[16].